# يين نا
يين نا (3 فبراير 1988 في الصين - ) هي لاعبة كرة طائرة الصين.

## وصلات خارجية
- يين نا على موقع عالم الكرة الطائرة (الإنجليزية)
- يين نا على موقع اللجنة الأولمبية الصينية (الإنجليزية)